# République partisane de Bobbio
1944 – 27 août 1944
Entités précédentes :
- République sociale italienne

Entités suivantes :
- République sociale italienne

La République partisane de Bobbio est une éphémère république partisane italienne qui a existé du 7 juillet 1944 au 27 août 1944 à Bobbio, dans la province de Plaisance, en Émilie-Romagne, au nord de l'Italie, en tant que résistance locale face au fascisme italien durant la Seconde Guerre mondiale.[réf. nécessaire]